# A Beautiful Lie
A Beautiful Lie je drugi album rock skupine 30 Seconds to Mars.
Izšel je leta 2005 pri založbi Virgin Records.

## Seznam skladb
Vse pesmi je napisal in uglasbil Jared Leto,  razen kjer je drugače zapisano.
| Št.             | Naslov                                                           | Pisec                                      | Dolžina |
| --------------- | ---------------------------------------------------------------- | ------------------------------------------ | ------- |
| 1.              | „Attack‟                                                         |                                            | 3:09    |
| 2.              | „A Beautiful Lie‟                                                |                                            | 4:05    |
| 3.              | „The Kill‟                                                       |                                            | 3:51    |
| 4.              | „Was It a Dream?‟                                                |                                            | 4:15    |
| 5.              | „The Fantasy‟                                                    |                                            | 4:29    |
| 6.              | „Savior‟                                                         | J. Leto, S. Leto, T. Miličević, M. Wachter | 3:11    |
| 7.              | „From Yesterday‟                                                 | J. Leto, S. Leto, T. Miličević, M. Wachter | 4:07    |
| 8.              | „The Story‟                                                      |                                            | 3:55    |
| 9.              | „R-Evolve‟                                                       |                                            | 3:59    |
| 10.             | „A Modern Myth‟ (vključuje skriti posnetek "Praying for a Riot") |                                            | 14:14   |
| Skupna dolžina: | Skupna dolžina:                                                  | Skupna dolžina:                            | 56:09   |